# Bassa Bresciana occidentale
La Bassa Bresciana occidentale è una zona situata a sud ovest della provincia di Brescia ed è la parte occidentale della Bassa Bresciana.
Confina ad ovest con la Provincia di Bergamo e la Provincia di Cremona. È vicina al Lago d'Iseo e la Franciacorta e attraversata dal fiume Oglio nella parte più occidentale . È situata in una zona definita strategica per i suoi collegamenti con il resto del nord Italia e quindi dell'Europa. In particolare è "chiusa" a nord dall'autostrada A4, a est dall'autostrada A21 e a sud dall'autostrada A35 "BreBeMi", inaugurata il 22 luglio 2014.

## Caratteristiche
La Bassa Bresciana occidentale confina a ovest con la Provincia di Bergamo, a nord è delimitata dall'Autostrada A4, ad est con la Bassa Bresciana centrale e a sud con la Provincia di Cremona.
Essa è attraversata dal Fiume Oglio, dalla Ferrovia Milano-Venezia, dalla Corda Molle e dalla BreBeMi.
Dal 1859 al 1927 la Bassa Bresciana occidentale era contenuta in buona parte nel Circondario di Chiari.
Le biblioteche di questa zona sono membri del Sistema bibliotecario Sud ovest bresciano.

## I comuni
Comprende 24 comuni e una popolazione di circa 144.000 persone, distribuita su un'area di 301,3 km².
In ordine per popolazione (Valori ISTAT al dicembre 2023):
| Stemma città | Comune               | in dialetto Bresciano | Popolazione ab. | Superficie km² | Densità ab./km² | Altitudine m s.l.m. |
| ------------ | -------------------- | --------------------- | --------------- | -------------- | --------------- | ------------------- |
|              | Palazzolo sull'Oglio | Palahöl               | 20.264          | 23,04          | 880             | 166                 |
|              | Chiari               | Ciarè                 | 19.348          | 37,96          | 509             | 138                 |
|              | Travagliato          | Traaiàt               | 13.848          | 17,74          | 777             | 129                 |
|              | Orzinuovi            | i Urs                 | 12.470          | 47,87          | 259             | 89                  |
|              | Castel Mella         | Castelmèla            | 10.869          | 7,53           | 1.442           | 106                 |
|              | Roncadelle           | Roncadèle             | 9.324           | 9,39           | 988             | 158                 |
|              | Castrezzato          | Castrezàt             | 7.716           | 13,63          | 565             | 125                 |
|              | Pontoglio            | Pontòi                | 7.003           | 11,09          | 631             | 155                 |
|              | Castelcovati         | Castelcuàt            | 6.932           | 6,14           | 1.129           | 121                 |
|              | Rudiano              | Rüdià                 | 5.940           | 9,85           | 599             | 117                 |
|              | Trenzano             | Trensà                | 5.511           | 20,1           | 274             | 108                 |
|              | Roccafranca          | Ròcafranca            | 4.910           | 19,13          | 257             | 117                 |
|              | Comezzano-Cizzago    | Comezà-Sizàch         | 4.146           | 15,44          | 269             | 107                 |
|              | Urago d'Oglio        | Öràc d'Òi             | 3.773           | 10,68          | 353             | 131                 |
|              | Pompiano             | Pompià                | 3.718           | 15,27          | 242             | 93                  |
|              | Berlingo             | Berlènch              | 2.734           | 4,59           | 595             | 121                 |
|              | Orzivecchi           | i Urs Vècc            | 2.509           | 9,94           | 252             | 91                  |
|              | Maclodio             | Maclòde               | 1.504           | 5,10           | 294             | 109                 |
|              | Villachiara          | Elaciàra              | 1.366           | 16,86          | 81              | 75                  |